# Gouvernement Mohammad Mustafa
État de Palestine
Chtayyeh 
Le gouvernement Mustafa (en arabe : حكومة محمد مصطفى) est le gouvernement de la Palestine depuis le 31 mars 2024.

## Historique
Ce gouvernement est dirigé par le nouveau Premier ministre indépendant Mohammad Mustafa, anciennement vice-premier ministre et ministre de l'Économie. 
Il succède au gouvernement de Mohammad Chtayyeh qui avait démissionné 3 semaines avant.

### Formation
Le 14 mars 2024, le président Mahmoud Abbas charge Mohammad Mustafa, son conseiller économique, de former un nouveau gouvernement, qu'il annonce le 28 mars et qui est approuvé par un décret présidentiel.
Le 31 mars 2024, le gouvernement prête serment à Ramallah, sans toutefois passer devant le Parlement, dissout en 2018 et jamais renouvelé depuis,,.

## Composition
| Portefeuille                                                         | Titulaire | Titulaire                              | Parti  |
| -------------------------------------------------------------------- | --------- | -------------------------------------- | ------ |
| Premier ministre Ministre des Affaires étrangères et des Expatriés   |           | Mohammad Mustafa                       | Indép. |
| Ministre de la Justice                                               |           | Sharhabeel Youssef Saad al-Din al-Zaim | Indép. |
| Ministre de l'Intérieur                                              |           | Ziad Hab al Rih                        | Indép. |
| Ministre des Finances                                                |           | Omar Akram Omran al-Bitar              | Indép. |
| Ministre de la Planification et de la Coopération internationale     |           | Wael Muhammad Mahmoud Zaqout           | Indép. |
| Ministre des Collectivités locales                                   |           | Sami Ahmed Arif Hijjawi                | Indép. |
| Ministre de la Santé                                                 |           | Majid Awni Muhammad Abu Ramadan        | Indép. |
| Ministre de l'Éducation et de l'Enseignement supérieur               |           | Amjad Saad Suleiman Barham             | Indép. |
| Ministre du Travail                                                  |           | Enas Hosni Abdel Ghani Attari          | Indép. |
| Ministre des Habous et des Affaires religieuses                      |           | Muhammad Mustafa Muhammad Najm         | Indép. |
| Ministre de l'Industrie                                              |           | Arafat Hussein Suleiman Asfour         | Indép. |
| Ministre de l'Économie nationale                                     |           | Muhammad Youssef Muhammad al-Amour     | Indép. |
| Ministre des Télécommunications et des Technologies de l'information |           | Abdel Razek Maher Abdel Razek Natsheh  | Indép. |
| Ministre des Travaux publics et du Logement                          |           | Ahed Faeq Atef Bseiso                  | Indép. |
| Ministre du Développement social                                     |           | Samah Abdul Rahim Hussein Abu Aoun     | Indép. |
| Ministre de l'Agriculture                                            |           | Rizq Abdul Rahman Salem Salimiya       | Indép. |
| Ministre du Tourisme et des Antiquités                               |           | Hani Naji Atallah al-Hayek             | Indép. |
| Ministre des Affaires de Jérusalem                                   |           | Ashraf Hassan Abbas al-Awar            | Indép. |
| Ministre de la Culture                                               |           | Imad al-Din Abdullah Salim Hamdan      | Indép. |
| Ministre des Transports et des Communications                        |           | Tariq Hosni Salem Zorob                | Indép. |
| Ministre des Affaires féminines                                      |           | Mona Muhammad Mahmoud al-Khalili       | Indép. |
| Ministre d'État aux Affaires étrangères et aux Expatriés             |           | Varsen Aghabekian                      | Indép. |
| Ministre d'État aux Affaires humanitaires                            |           | Basil Abdel Rahman Hassan al-Kafarneh  | Indép. |
| Secrétaire général du Conseil des ministres                          |           | Dawas Tayseer Rasheed Dawas            | Indép. |
| Porte-parole du Gouvernement                                         |           | Muhammad Abu al-Rub                    | Indép. |